# Omphalophana anatolica
Omphalophana anatolica là một loài bướm đêm thuộc họ Noctuidae. Nó được tìm thấy ở tây nam châu Âu, Cận Đông và Trung Đông.
Con trưởng thành bay từ tháng 3 đến tháng 5. Có một lứa một năm.